# ألبرت موريل
ألبرت موريل هو لاعب هوكي الجليد كندي، ولد في 1873 في أوتاوا في كندا، وتوفي في 7 سبتمبر 1949.